# Ludwik Chwat

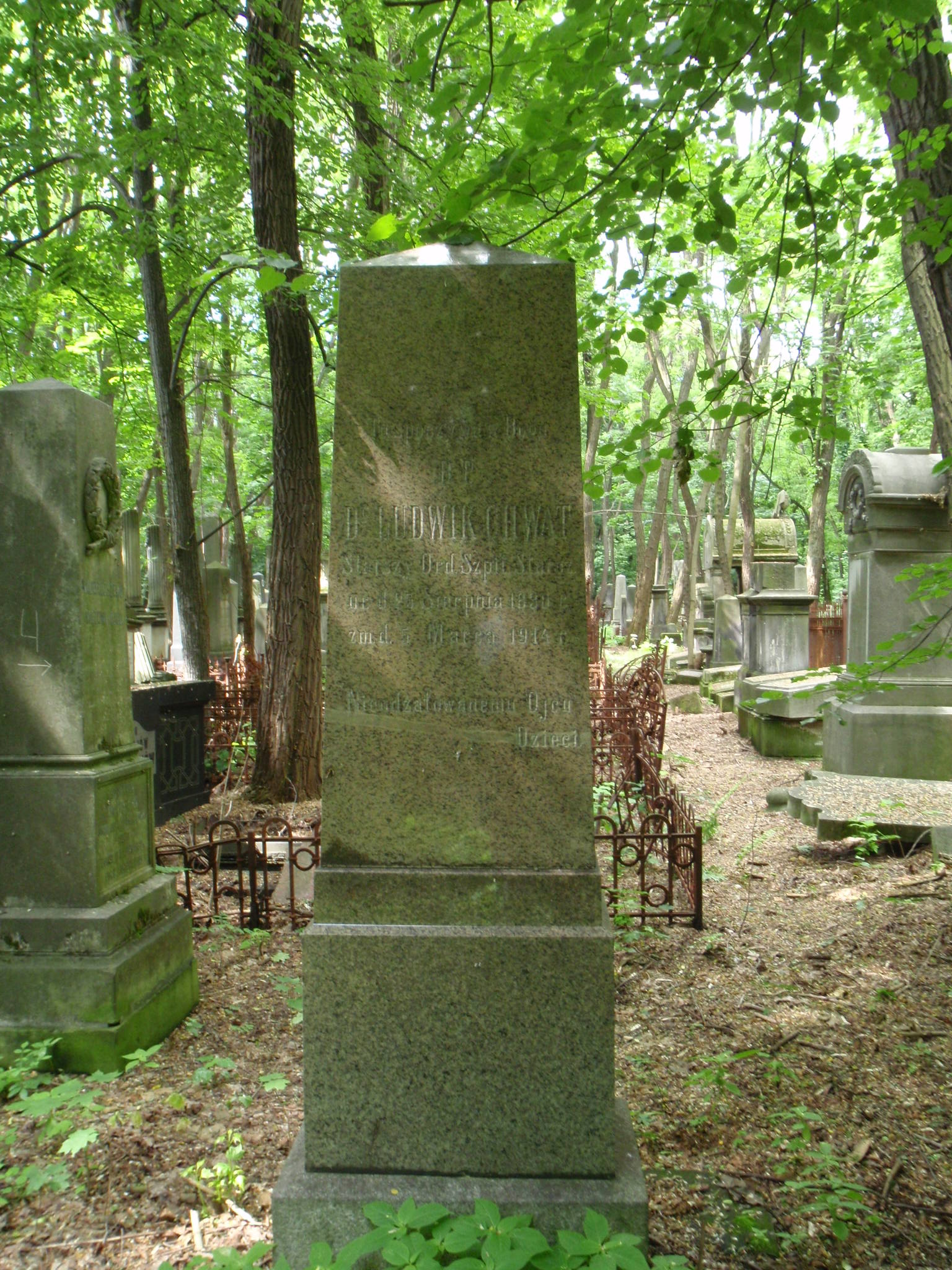
Grób Ludwika Chwata na cmentarzu żydowskim w Warszawie

Ludwik Chwat (ur. 25 lipca 1831 w Warszawie, zm. 5 marca 1914 w Warszawie) – polski lekarz chirurg żydowskiego pochodzenia.

## Życiorys
Urodził się w Warszawie jako syn Borysa Chwata. Ukończył gimnazjum w rodzinnym mieście, następnie studiował na Uniwersytecie Charkowskim. W latach 1852–1857 pracował w klinikach europejskich, między innymi u Bernharda von Langenbecka w Berlinie oraz u Theodora Billrotha, Brauna, Adama Politzera i Leopolda Schroettera von Kristellego w Wiedniu. Od 1858 roku z powrotem w Warszawie, w październiku 1859 roku został ordynującym asystentem na oddziale chirurgicznym Szpitala Starozakonnych, zastępując F. Groera. W 1880 objął kierownictwo na oddziale z tytułem starszego lekarza.
W 1860 roku otworzył prywatną praktykę przy ul. Przejazd 11. Od 1861 roku był członkiem Towarzystwa Lekarskiego Warszawskiego. Na początku lat 70. XIX wieku wprowadził na swoim oddziale metody antyseptyki Listera. W 1878 roku objął stanowisko lekarza naczelnego w nowo wybudowanym Szpitalu Dziecięcym Bersohnów i Baumanów przy ul. Śliskiej 51. Na własny użytek wymyślił wiele przyrządów chirurgicznych.
Poślubił Różę Rosenthal, córkę Dawida Rosenthala; po jej śmierci w 1881 roku ożenił się ponownie, z wdową po lekarzu Szenbormie (Salomea Chwatowa). Jego córka wyszła za Maksymiliana Lebensbauma. Ludwik Chwat pochowany jest na cmentarzu żydowskim przy ulicy Okopowej w Warszawie (kwatera 33, rząd 5).

## Literatura dodatkowa
- Władysław Szumowski: Chwat Ludwik. W: Polski Słownik Biograficzny. T. 4: Chwalczewski Jerzy – Dąbrowski Ignacy. Kraków: Polska Akademia Umiejętności, 1938, s. 9. reprint wydany przez Zakład Narodowy im. Ossolińskich, Wrocław, 1989, ISBN 83-04-03291-0.